# Sensu
A sensu egy latin kifejezés, jelentése „valamilyen értelemben”. Grammatikai meghatározását tekintve a sēnsus (gen. sēnsūs) m (4) 'értelem' jelentésű latin szó ablativus limitationis, azaz tekintethatározó esete. A hozzá kapcsolódó jelzők a tekintethatározó jelzői, szintén ablatívusz esetben:
- strictus 3 'szűk, szoros' → strictō → sēnsū strictō (röv. s.s. vagy s.str.)
- strictior 2 'szűkebb, szorosabb' → strictōre → sēnsū strictōre
- strictissimus 3 'legszűkebb, legszorosabb' → strictissimō → sēnsū strictissimō
- latus 3 'bő, tág' → latō → sēnsū latō (röv. s.l.)
- latior 2 'bővebb, tágabb' → latiōre → sēnsū latiōre
- latissimus 3 'legbővebb, legtágabb' → latissimō → sēnsū latissimō
- amplus 3 'bő, tág' → amplō → sēnsū amplō (röv. s.a. vagy s.ampl.)
- amplior 2 'bővebb, tágabb' → ampliōre → sēnsū ampliōre
- amplissimus 3 'legbővebb, legtágabb' → amplissimō → sēnsū amplissimō

Többek között a biológia, a földtan és a jog területén használják, főként a következő kifejezésekben: sensu stricto vagy stricto sensu („szűkebb/szorosabb értelemben”) (rövidítése: s.s.), illetve sensu lato vagy lato sensu („tágabb/bővebb értelemben”) (rövidítése: s.l.). Nagyon ritkán, de előfordul a kifejezés felsőfoka is: sensu strictissimo („a legszorosabb értelemben”) és sensu latissimo („a legtágabb értelemben”). Egy másik gyakori használata, amikor egy taxont leíró szerzőt idéznek, arra utalva, hogy az adott szerző által meghatározott értelemben kell a taxont érteni.

## Rendszertan
A „sensu” szót a rendszertan használja annak pontosítására, hogy adott taxonnak melyik taxonómiai leírásáról van szó (amennyiben több leírás is lehetséges).
Példák:

„A Malvaceae s.s. család kladisztikusan monofiletikus.”

„A tágabb, APG-féle leírásban a Malvaceae s.l. család tartalmazza a Malvaceae s.s. mellett a Bombacaceae, Sterculiaceae és Tiliaceae családokat is.”

„A »Banksia subg. Banksia sensu A. S. George« meghatározza Alex George leírását a B. subg. Banksia taxonnak.”